# Хейли, Билл
Уи́льям Джон Кли́фтон Хе́йли (англ. William John Clifton Haley; 6 июля 1925, Хайленд-Парк, Мичиган — 9 февраля 1981, Харлинген, Техас) — американский музыкант, певец и автор песен, один из первых исполнителей рок-н-ролла. Песня «Rock Around the Clock» (1954), записанная им вместе с его группой «Кометы» (англ. The Comets), оказала большое влияние на популяризацию рок-н-ролла.

## Биография

### Ранние годы и начало карьеры
Полное имя Билла Хейли — Вильям Джон Клифтон Хейли (по некоторым источникам: «Вильям Джон Клифтон Хейли младший», но родственники утверждают, что это неверно). Многие авторы (сходящиеся на дате смерти) утверждают, что год рождения Хейли — 1927, но эта дата использовалась для того, чтобы уменьшить возраст музыканта в карьерных целях на пике славы в 50-х годах прошлого столетия. Несколько источников ошибочно указывают 1924 в качестве года рождения Хейли. Однако настоящая дата — 6 июля 1925 года.
Билл Хейли родился в Хайленд-Парке (штат Мичиган), его отец Хейли Уильям Альберт Хейли (1900—1956) происходил из Кентукки, мать Мод Грин (1895—1955) — из Англии (Алверстон, Ланкашир). В 1929 году четырёхлетний Хейли перенёс операцию на сосцевидном отростке внутреннего уха, в результате которой случайно был перерезан зрительный нерв и мальчик ослеп на левый глаз на всю оставшуюся жизнь (считается, что фирменный завиток волос над правым глазом музыканта был приспособлен, чтобы отвлечь внимание от левого глаза, но в результате это стало фишкой его образа и добавило ему популярности при построении карьеры). Когда Биллу было семь лет, его семья переехала в Вефиль (штат Пенсильвания), чтобы спастись от печальных последствий, к которым Великая Депрессия привела в Мичигане.
Родители Хейли сами увлекались музыкой: отец играл на банджо и мандолине, а мать прекрасно владела клавишными благодаря своей классической выучке. Хейли рассказывал, как он в детстве сделал себе картонную гитару, после чего родители купили ему настоящую. Одно из первых его выступлений — в 1938 году на развлекательном мероприятии бейсбольной команды Bethel Junior, где тринадцатилетний Билл пел песни и играл на гитаре.
Анонимные примечания на обложке альбома записей Билла Хейли «Rock Around the Clock» (Decca, 1956 года) описывают ранние годы жизни и карьеры Хейли таким образом: «Когда Биллу Хейли было пятнадцать, он ушел из дома со своей гитарой, больше ничего почти не взяв, и отправился в трудный путь к славе и успеху. Следующие несколько лет, по всем сказочным канонам, были тяжелыми и нищими, но набитыми полезным опытом. Помимо обучения тому, как существовать, питаясь один раз в день, и других художественных упражнений, он работал на шоу в парке под открытым небом, пел песни и йодли (особая манера пения без слов) с любой группой, которая его приглашала, и работал с передвижным медицинским шоу. В конце концов он получил работу в популярной группе, известной как „Down Homers“, когда они были в Хартфорде (штат Коннектикут). Вскоре после этого он решил, как и все успешные люди рано или поздно решают, что он снова станет сам себе боссом, и с тех пор он им и остается». В 1940-х годах Хейли считался одним из лучших ковбоев-йодлеров в Америке как «Серебряный йодлер Билл Хейли». Один источник утверждает, что Хейли начал свою карьеру как «бродячий йодлер» в кантри-группе The Saddlemen.
Завершается описание ранней карьеры в примечаниях на обложке следующим: «В течение шести лет Билл Хейли был музыкальным руководителем радиостанции WPWA в Честере (штат Пенсильвания), и все это время руководил своей собственной группой, игравшей в стиле вестерн. Они продолжали играть в клубах, а также по радио в окрестностях Филадельфии, крупнейшего города Пенсильвании, а в 1951 году в Филадельфии сделали свои первые записи на Keystone Records Эда Уилсона». Вероятно, эти заметки путают The Saddlemen с его ранней группой, известной как «Четыре туза вестерн-свинга». После выхода первых записей группа подписала контракт с лейблом Дэйва Миллера «Holiday Records» и 14 июня 1951 года записала кавер на песню Delta Cats «Rocket 88».

## Наследие
Билл Хейли принят в «Зал славы рок-н-ролла» посмертно в 1987 году.
В феврале 2006 года Интернациональный Астрономический союз присвоил астероиду 79896 имя Билла Хейли в честь 25-летней годовщины со дня смерти музыканта.